# Ertholmene
Ertholmene é um arquipélago no mar Báltico, pertencente à Dinamarca, que inclui três ilhas e vários ilhéus. Constitui o território mais oriental da Dinamarca. Situa-se a cerca de 18 km a nordeste da ilha de Bornholm. No total tem 0,39 km2.

## Etimologia
Ertholmene está mencionado como Ertholm em 1397, significando "ilhotas pequenas como ervilhas".

## Geografia
O arquipélago de Ertholmene é formado por:
- Christiansø: 22 ha
- Frederiksø: 4 ha
- Græsholm: 9 ha
- Lilleø
- Høgebur
- Langeskær, Loen, Kalven e Firken
- Tyveskær
- Vesterskær
- Østerskær, o ponto mais oriental da Dinamarca

## Demografia
A população total do arquipélago ascende a 9 habitantes (2014), estando habitadas apenas as duas ilhas principais (Christiansø e Frederiksø), enquanto Græsholm é uma reserva ornitológica. Uma ponte pedonal liga Christiansø e Frederiksø, sobre o único porto natural local. 
Em tempos passados o arquipélago albergava populações maiores, chegando aos 829 residentes em 1810. Cada verão, as ilhas acolhem 80000 turistas. Não há automóveis no arquipélago.